# Ариарат VIII
Ариарат VIII Эпифан (др.-греч. Ἀριαράθης Ἐπιφανής, Ariaráthēs Epiphanḗs) — царь Каппадокии в 101—96 годах до н. э. и в 95 году до н. э.

## Биография

### Происхождение
Ариарат VIII был вторым сыном Ариарата VI и Лаодики Каппадокийской. Имел старшую сестру Нису и брата Ариарата VII.

### Борьба за власть
Ариарат VIII впервые обрёл власть, когда каппадокийцы восстали против Ариарата IX, сына понтийского правителя Митридата VI. Однако потомок местной царской династии был быстро выдворен из страны силами Митридата, после чего умер естественной смертью. После гибели Ариарата VII и Ариарата VIII династия Ариаратидов окончательно прервалась.

### Наследие
После гибели Ариарата VII и Ариарата VIII власть в Каппадокии снова перешла в руки Ариарата IX, которому тогда было восемь лет.
Правитель Вифинии Никомед III отправил посольство в Римскую республику, которое объявило о наличии третьего сына Ариарата VI и Лаодики. Митридат VI также отправил своих представителей в Рим, которые должны были доказать сенаторам, что его сын был потомком Ариарата V. Римский сенат объявил каппадокийцев свободным народом, и в 95 году до н. э. приказал сместить Ариарата IX.
После этого римляне предоставили местному населению выбрать своего нового правителя, которым стал Ариобарзан I.